# ستژژوویتسه (استان اشوی‌داشکسیه)
ستژژوویتسه (به لهستانی: Strzyżowice) یک منطقهٔ مسکونی در لهستان است که در گمینا اوپاتوو (استان اشوی‌داشکسیه) واقع شده‌است. ستژژوویتسه ۴۲۰ نفر جمعیت دارد.